# Margiana

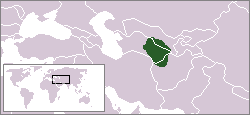
Extensión de la Margiana ca. 300 a. C., superpuesta a las fronteras actuales

Mapa del Imperio aqueménida con la división en satrapías (ca. 500 a. C.)

Margiana (griego Margiana, Μαργιανή, y en persa antiguo Margu) era una región del Asia central, que fue una satrapía persa y después seléucida. Bajo dominio árabe el país fue conocido como Jorasán.
Es mencionado en la Inscripción de Behistún (515 a. C.) por el rey persa Darío I. 
Limitaba al oeste con Hircania, al norte con el río Oxo u Oxus (actual Amu Daria y Escitia; al este con la Bactriana y al sur con la satrapía de Aria. 
Estrabón dice que era una llanura muy fértil, rodeada por desiertos.
El río principal era el Margo (del cual seguramente tomó el nombre el país), que es el moderno Murgab. 
La principal ciudad fue Alejandría de Margiana, renombrada Antioquía Margiana por Antíoco I Sóter (rebautizada Merv en la Edad Media). Según Estrabón, este rey seléucida rodeó todo el territorio cultivable de Margiana con una muralla de 1500 estadios
Nisaea o Nesaea, Ariaca y Jasonion o Jasonium, fueron otras ciudades de la Margiana.

## Principales pueblos
Los principales pueblos que vivían en la Margiana eran:
- Los derbices, que habitaban en el norte, cerca de la desembocadura del Oxo. Según Diodoro Sículo, su territorio fue sometido por el legendario rey asirio Nino.[3]
- Los masagetas.
- Los daas, que vivían al sur, cercanos al mar Caspio.
- Los tápiros, pueblo que habitaba al sur del mar Caspio, y de cuyo territorio se adueñó Nino, el rey asirio.[3]
- Los amardos, pueblo nómada que también recibía el nombre de mardos,[4] que vivían a orillas del mar Caspio, cerca de Hircania.